# Âu Đại Nhậm
Âu Đại Nhậm (chữ Hán: 歐大任, 1516 – 1595) tên tự là Trinh Bá, hiệu Luân Sơn, là học giả và quan lại thời Minh.
Ông sinh vào ngày 9 tháng 11 năm Chính Đức thứ 11 (1516) tại thôn Trần huyện Thuận Đức tỉnh Quảng Đông, hiếu học từ nhỏ, giỏi từ phú, thích thể thao, thạo đá cầu và đấu kiếm. Năm 14 tuổi, ông được bổ làm tuế cống sinh, theo học thầy Hoàng Tá cùng các bạn học khác là Lương Hữu Dự, Lê Dân Biểu và Lương Thiệu Chấn. Tám lần đều trượt kỳ thi hương. Năm Gia Tĩnh thứ 42 (1563), ông bốn mươi bảy tuổi lấy tư cách tuế cống sinh thi tại đại đình, xếp hạng nhất.
Âu Đại Nhậm từng làm quan huấn đạo Giang Đô, học chính Quang Châu, trợ giáo Quốc tử giám và Đại lý tự bình sự. Năm Vạn Lịch thứ 12 (1584), từ quan về quê nghỉ hưu khi đang là Lang trung và Viên ngoại lang Công bộ Nam Kinh. Ông nổi tiếng vì tài thơ ca, cùng với Lương Hữu Dự, Ngô Đán, Lê Dân Biểu và Lý Thời Hành được người đời mệnh danh là "Nam Viên hậu ngũ tử". Ngày 1 tháng 11 năm Vạn Lịch thứ 23 (1595), ông qua đời hưởng thọ 80 tuổi. Trước tác gồm có Âu Ngu Bộ văn tập 22 quyển và Bách Việt tiên hiền chí 4 quyển.